# Liderzy brytyjskiej Partii Liberalnej
Liderzy w Izbie Lordów

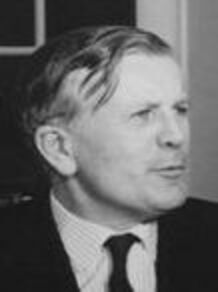
Jo Grimond. Były Członek parlamentu Wielkiej Brytanii

- 1859–1865 : Granville Leveson-Gower, 2. hrabia Granville
- 1865–1868 : John Russell, 1. hrabia Russell
- 1868–1891 : Granville Leveson-Gower, 2. hrabia Granville
- 1891–1894 : John Wodehouse, 1. hrabia Kimberley
- 1894–1896 : Archibald Primrose, 5. hrabia Rosebery
- 1896–1902 : John Wodehouse, 1. hrabia Kimberley
- 1902–1905 : John Spencer, 5. hrabia Spencer
- 1905–1908 : George Robinson, 1. markiz Ripon
- 1908–1923 : Robert Crewe-Milnes, 1. markiz Crewe
- 1923–1924 : Edward Grey, 1. wicehrabia Grey of Fallodon
- 1924–1931 : William Lygon, 7. hrabia Beauchamp
- 1931–1935 : Rufus Isaacs, 1. markiz Reading
- 1935–1944 : Robert Crewe-Milnes, 1. markiz Crewe
- 1944–1955 : Herbert Samuel, 1. wicehrabia Samuel
- 1955–1967 : Philip Rea, 2. baron Rea
- 1967–1984 : Frank Byers, baron Byers
- 1984–1988 : Beatrice Seear, baronowa Seear

Liderzy w Izbie Gmin
- 1859–1865 : Henry Temple, 3. wicehrabia Palmerston
- 1865–1875 : William Ewart Gladstone
- 1875–1880 : Spencer Cavendish, markiz Hartington
- 1880–1894 : William Ewart Gladstone
- 1894–1898 : William Vernon Harcourt
- 1898–1908 : Henry Campbell-Bannerman
- 1908–1916 : Herbert Henry Asquith

Liderzy Partii Liberalnej
- 1916–1918 : Herbert Henry Asquith
- 1918–1920 : Donald Maclean
- 1920–1926 : Herbert Henry Asquith
- 1926–1931 : David Lloyd George
- 1931–1935 : Herbert Samuel
- 1935–1945 : Archibald Sinclair
- 1945–1956 : Clement Davies
- 1956–1967 : Jo Grimond
- 1967–1976 : Jeremy Thorpe
- 1976–1976 : Jo Grimond
- 1976–1988 : David Steel